# 木村清之助
木村 清之助（きむら せいのすけ）は、大相撲行司の名跡である。

## 名跡としての木村清之助
元々は木村玉之助とともに大坂相撲の行司名跡であった。
東西合併の際の扱いから東京での式守伊之助に相当する地位であったと思われる。
房と菊綴の色は大坂立行司時代は紫白、東京加入による三役格への降格後は朱であった。
8代木村清之助が大正期に立行司まで昇進した。1942年に8代が死去して以降、清之助の名跡は襲名されておらず事実上途絶えている。

## 8代木村清之助
8代木村清之助（本名 : 魚田與三蔵  、1874年もしくは1875年 -1942年12月1日、東京での所属部屋は立浪部屋）は、1887年（明治20年）大阪で初土俵を踏んだ。行司名については、1901年（明治34年）5月場所以前の行司名は不明で、その場所以降木村清之助を名乗ったが、1904年（明治37年）5月場所から岩井家として岩井清之助を名乗り、1908年（明治41年）1月場所には木村清之助に戻し、同年6月場所から再び岩井清之助とし、最終的には1909年（明治42年）1月場所にまた木村清之助に戻して死去までこれを名乗っている。第3席(当時の大阪相撲では立行司という呼称は存在しなかった。)まで出世するも、大相撲の東西合併により大日本相撲協会が発足したことによる番付統合のため開催された合併場所で、当時の清之助は立行司免許を持ちながらも吉田司家免許を持つ資格者からただ1人除外されて三役格として出場、1926年（昭和元年）末に正式に合併した際にそのまま三役格行司に降格して加入。その後玉之助を襲名し立行司へと戻る機会もあったが、高齢を理由に後輩の行司に譲り三役格のまま16年土俵を勤め、1942年（昭和17年）5月場所後に現役のまま数え69歳もしくは68歳で死去した。